# Une riche affaire
Pour plus de détails, voir Fiche technique et Distribution.
Une riche affaire (It's a Gift) est un film américain noir et blanc réalisé par Norman Z. McLeod, sorti en 1934.
Il a été sélectionné en 2010 pour être conservé dans le « National Film Registry » comme étant « culturellement, historiquement ou esthétiquement significatif »,.

## Synopsis
Harold Bissonette, propriétaire d'une épicerie dans le New Jersey, est hanté par l'anxiété de sa femme et est le père épuisé d'un fils aîné et d'un jeune garçon. Pour dormir, il sort sur le porche où il est tourmenté par Baby Dunk, un garçon qui est à l'étage, et par un agent d'assurance. Harold utilise un héritage pour acheter une orangeraie et, après avoir vendu le magasin, part pour la Californie avec sa famille.

## Fiche technique
- Titre : Une riche affaire
- Titre original : It's a Gift
- Réalisation : Norman Z. McLeod
- Scénario : Jack Cunningham et W.C. Fields, d'après The Comic Supplement de J.P. McEvoy
- Photographie : Henry Sharp
- Montage :
- Musique : John Leipold
- Production : William LeBaron
- Société de production et de distribution : Paramount Pictures
- Pays de production :  États-Unis
- Langue d'origine : anglais américain
- Format : noir et blanc — 35 mm — 1,37:1 — son : mono (Western Electric Noiseless Recording)
- Genre : comédie famille
- Durée : 68 minutes
- Dates de sortie :
  - États-Unis : 17 novembre 1934
  - France : 26 février 1935

## Distribution
- W.C. Fields : Harold Bissonette
- Kathleen Howard : Mme Amelia Bissonette
- Jean Rouverol : Mildred Bissonette
- Julian Madison : John Durston
- Tommy Bupp : Norman Bissonette
- Dell Henderson : M. Abernathy
- Morgan Wallace : James Fitchmueller
- Diana Lewis : Mlle Dunk
- Baby LeRoy : Baby Dunk
- T. Roy Barnes : l'agent d'assurances
- Josephine Whittell : Mme Dunk